# ناتاليا أوليغوفنا غونشاروفا
ناتاليا أوليغوفنا غونشاروفا ( (بالروسية: Ната́лия Оле́говна Гончаро́ва)‏ ، من مواليد 1 يونيو 1989) ،  هي لاعبة كرة طائرة روسية. لعبت في المنتخب الوطني الأوكراني للسيدات لكرة الطائرة حتى عام 2010 ثم التحقت بالمنتخب الوطني الروسي لكرة الطائرة للسيدات . 

## جوائز

### الأفراد
- الجامعات الصيفية 2013 "اللاعب الأكثر قيمة"
- الجامعات الصيفية 2013 "أفضل Spiker"
- 2015 FIVB Grand Prix "Best Opposite"
- كأس العالم FIVB 2015 "أفضل مقابل"
- 2016 التصفيات الأوروبية للسيدات "MVP"

### الفريق الوطني
- بطولة الشابات الأوروبية للكرة الطائرة 2005 -  الميدالية الذهبية (مع أوكرانيا)
- بطولة أوروبا للناشئين للكرة الطائرة 2006 الميدالية البرونزية (مع أوكرانيا)
- الجامعات 2013 - الميدالية الذهبية (مع روسيا)

- بطولة العالم FIVB 2010 - الميدالية الذهبية (مع روسيا)
- بطولة أوروبا 2013 - الميدالية الذهبية (مع روسيا)
- جائزة FIVB World Grand Prix لعام 2014  الميدالية البرونزية (مع روسيا)
- 2015 FIVB World Grand Prix - الميدالية الفضية (مع روسيا)
- بطولة أوروبا 2015 - الميدالية الذهبية (مع روسيا)

### الأندية
- كأس روسيا 2007 -  الميدالية الفضية (مع دينامو موسكو)
- بطولة روسيا 2007-2008 - الميدالية الفضية (مع دينامو موسكو)
- كأس روسيا 2008 - الميدالية الفضية (مع دينامو موسكو)
- بطولة روسيا 2008-2009 الميدالية الذهبية (مع دينامو موسكو)
- 2008-2009 دوري أبطال أوروبا للسيدات الميدالية الفضية (مع دينامو موسكو)
- كأس روسيا 2009 - الميدالية الذهبية (مع دينامو موسكو)
- بطولة روسيا 2009-2010 - الميدالية الفضية (مع دينامو موسكو)
- بطولة روسيا 2010-2011 - الميدالية الفضية (مع دينامو موسكو)
- كأس روسيا 2011 - الميدالية الذهبية (مع دينامو موسكو)
- بطولة روسيا 2011-2011 - الميدالية الفضية (مع دينامو موسكو)
- كأس روسيا 2012 - الميدالية الفضية (مع دينامو موسكو)
- 2012-2013 بطولة الروسية - الميدالية الفضية (مع دينامو موسكو)
- كأس روسيا 2013 - الميدالية الذهبية (مع دينامو موسكو)
- 2013-14 بطولة روسية - الميدالية الفضية (مع دينامو موسكو)
- بطولة روسيا 2014-2015 - الميدالية الفضية (مع دينامو موسكو)
- بطولة روسيا 2015-2015 - الميدالية الذهبية (مع دينامو موسكو)
- كأس روسيا 2016 - الميدالية الفضية (مع دينامو موسكو)
- 2016-17 بطولة روسية - الميدالية الذهبية (مع دينامو موسكو)

## روابط خارجية
- ناتاليا أوليغوفنا غونشاروفا على موقع الاتحاد الأوروبي (الإنجليزية)
- ناتاليا أوليغوفنا غونشاروفا على موقع أوليمبيديا (الإنجليزية)